# Jan Mikołaj Dąmbski
Jan Mikołaj Dąmbski herbu Godziemba (zm. przed 26 października 1707 roku) – kasztelan wojnicki 

## Rodzina
Urodził się w rodzinie Hieronima (zm. 1683), miecznika inowrocławskiego i Heleny z Maciejowic Maciejowskiej pieczętującej się herbem Ciołek. Brat Marianny, żony Stanisława Koniecpolskiego, następnie Stefana Zamojskiego i Macieja z Bużenina Pstrokońskiego, wojewody brzesko-kujawskiego. Poślubił w 1684 roku Katarzynę z Kurozwięk Męcińską, kasztelankę sieradzką córkę Jana i Anny Olszowskiej. Katarzyna z Kurozwięk Męcińska była dziedziczką dóbr Słaboszew, Broniszew i Łąże.
Z niej urodziła się córka Anna, późniejsza żona Stanisława Dambskiego (zm. 1733). Drugą żonę Katarzynę Kuczkowską herbu Jastrzębiec poślubił w 1695 roku. Była ona wdową po Aleksandrze Czyzewskim i Mikołaju Malczewskim. Z małżeństwa urodziła się Katarzyna zakonnica oraz 2 synów: Michał - dziedzic dóbr Sadowie i Ruszkowo; Stanisław.

## Pełnione urzędy
Młode lata życia spędził na  wyprawach wojennych. Był miecznikiem inowrocławskim, rotmistrzem powiatu lelowskiego, sędzią kapturowym województwa krakowskiego oraz komisarzem skarbu. 
W latach (1697–1702) chorążym nadwornym koronnym. Urząd kasztelana wojnickiego sprawował od 1702 roku. Był członkiem konfederacji sandomierskiej 1704 roku.

## Majątki ziemskie
Posiadał majątki ziemskie: Chycza, Chobędza, Glew, Niedomic Mchów, Łoniów, Kamień Brzeski, Wojciechowice, Krzcięcice, Deszno, Ważyn, Sadowie. 